# 澳門十六浦度假村

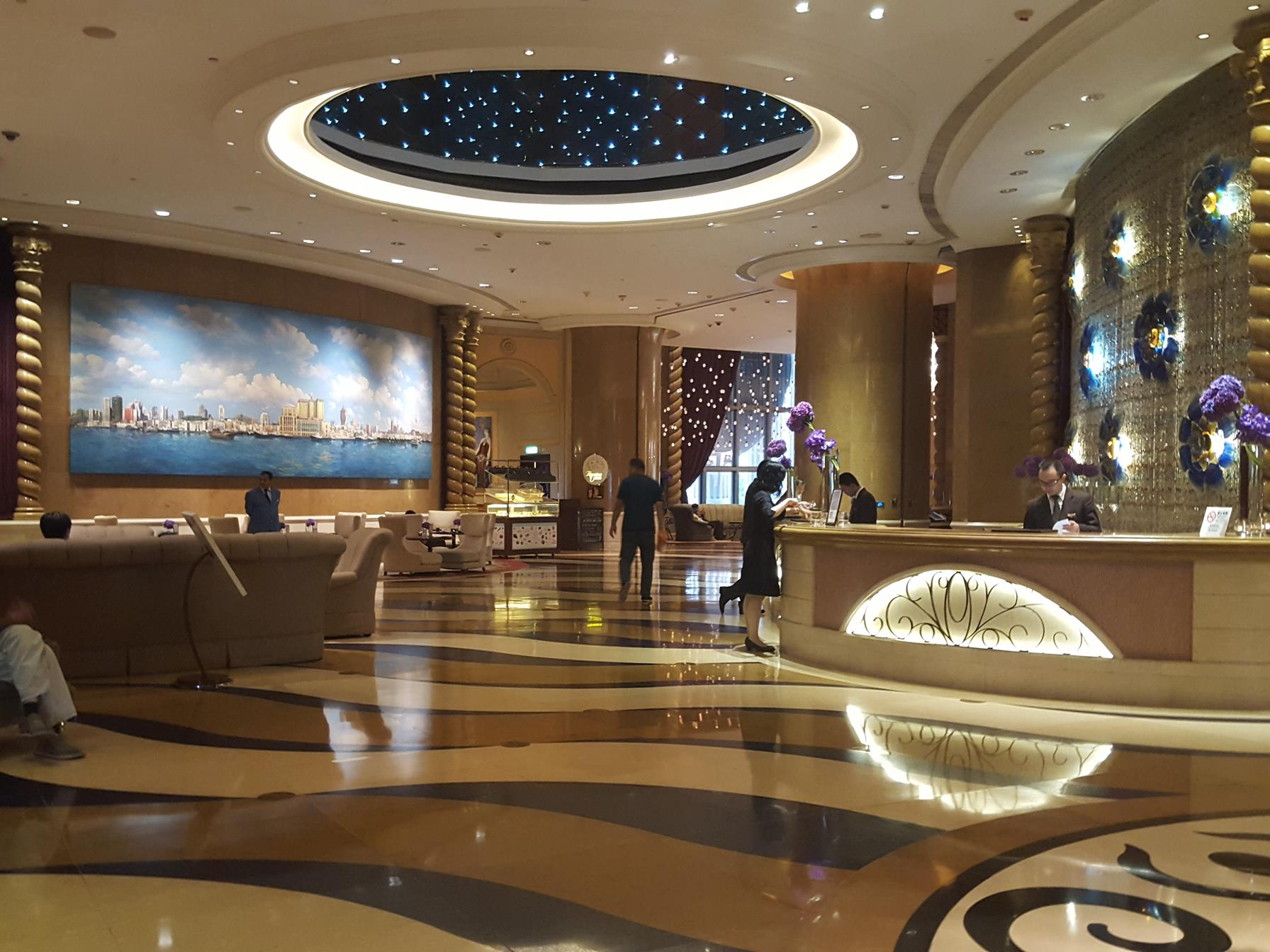
酒店大堂

澳門十六浦度假村（簡稱十六浦）位於澳門花王堂區的內港12A至20號碼頭，建築面積約13萬平方米，投資額約24億元。十六浦當時的規劃為配合珠海灣仔「一河兩岸」計劃、內港─灣仔行人海底隧道及沙梨頭至媽閣廟一帶內港重整工程。澳娛綜合度假股份有限公司旗下之全資附屬公司SJM-投資有限公司佔整個項目的51%、澳門實德有限公司則佔餘下的49%，第一期投資項目於2008年2月1日正式對外開放。

## 「十六浦」命名
十六浦是一個以內港16號碼頭古老鐘樓作為中心點，從鐘樓兩旁向左右延伸發展而成的大型度假消閒項目，故「十六浦」之「十六」沿自16號碼頭而來；而「十六浦」中的「浦」字是該項目的葡文名稱「Ponte 16」中「Ponte」的音譯，同時「浦」字亦解作水邊或河流入海的地方，以呼應內港臨海地段的地理位置。

## 設施

### 第1期

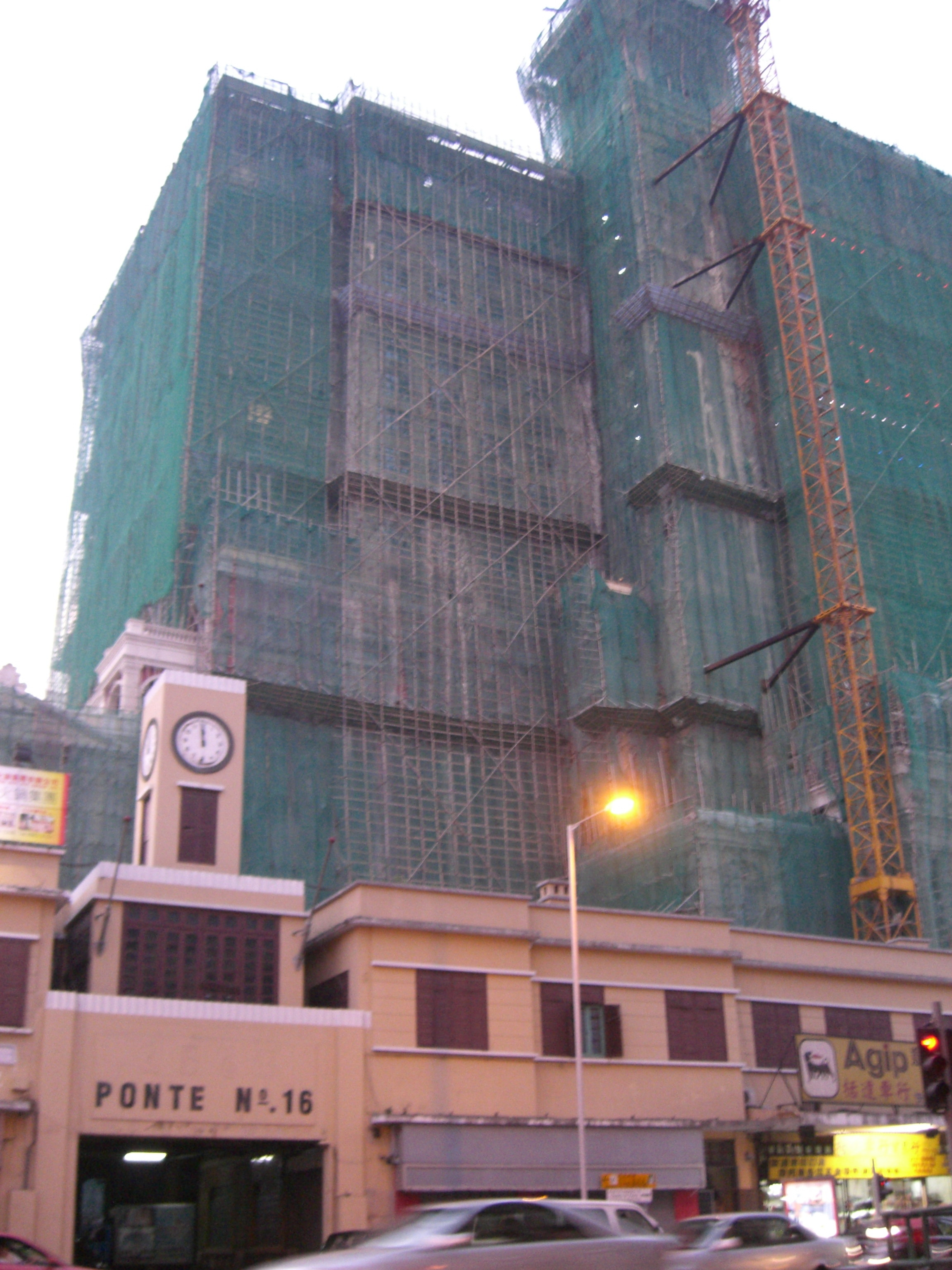
前為十六號碼頭舊有建築，後為建築中的十六浦娛樂場（2007年9月8日）

十六浦娛樂場（Casino Porte 16），位於16號碼頭的鐘樓右側，建築面積2.7萬平方米，內設近180張中西賭檯內設角子機娛樂場及6間貴賓廳，賭場以懷舊及歐洲風情為主題，於2008年首季落成。

### 澳門十六浦索菲特酒店[2]
澳門十六浦索菲特大酒店於2008年8月8日開業，是十六浦邀請自法國雅高酒店集團 Accor 旗下奢華旗艦品牌 - 索菲特所管理，是澳門地區法國奢華品牌酒店之一。
索菲特是雅高集團旗下的五星級酒店連鎖品牌，其建築特色就糅合了葡萄牙風、法國風及中國風情，反映澳門的文化和歷史。
酒店樓高18層，設有408間豪華客房，包括19所隱世別墅「濠庭十六浦」, 地中海風味餐廳Mistral，酒吧Rendezvous，多功能的會議室及宴會廳。其他設施包括室外游泳池，健身中心，蒸氣及桑拿浴室。
而澳門十六浦索菲特大酒店於17樓設置行政酒廊 Club Millésime，可以俯瞰大三巴牌坊、新馬路（亞美打利庇盧大馬路）等澳門老城區景觀。

### 十六浦米高積遜珍品廊
十六浦米高積遜珍品廊位於二樓，是亞洲第一個、全球第二個以米高·積遜為主題的永久展覽場所，於2010年2月1日開幕。

### 第2及第3期
十六浦購物商場，位於十六號碼頭的鐘樓左側，建築面積5萬500平方米，計劃修建一系列澳門20世紀初期及中期之設計及建築風格建築，內設餐廳、品牌商店、戲院、海濱長廊等，原預計2010年落成，但至今仍未動工。

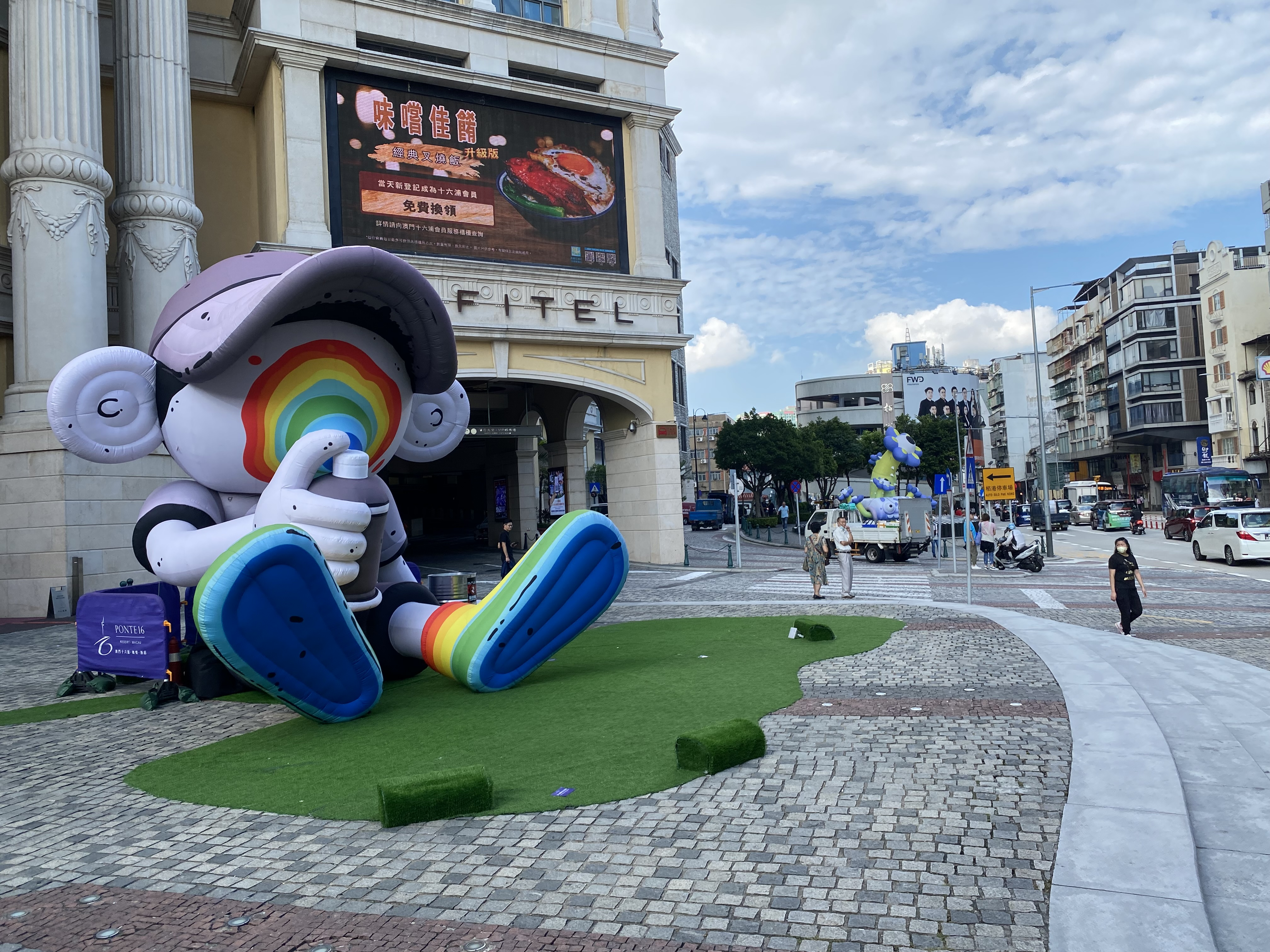
戶外廣場
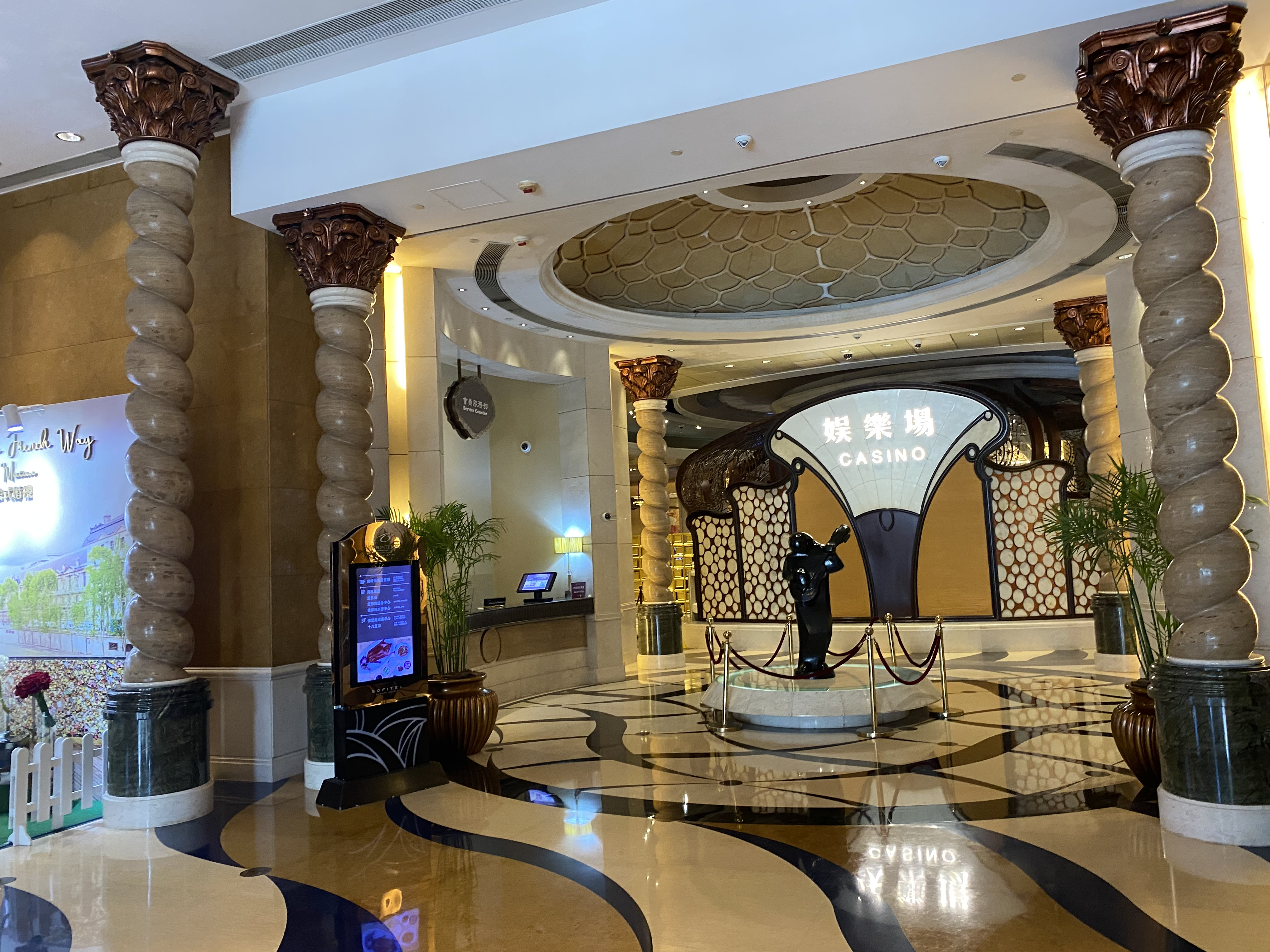
娛樂場入口
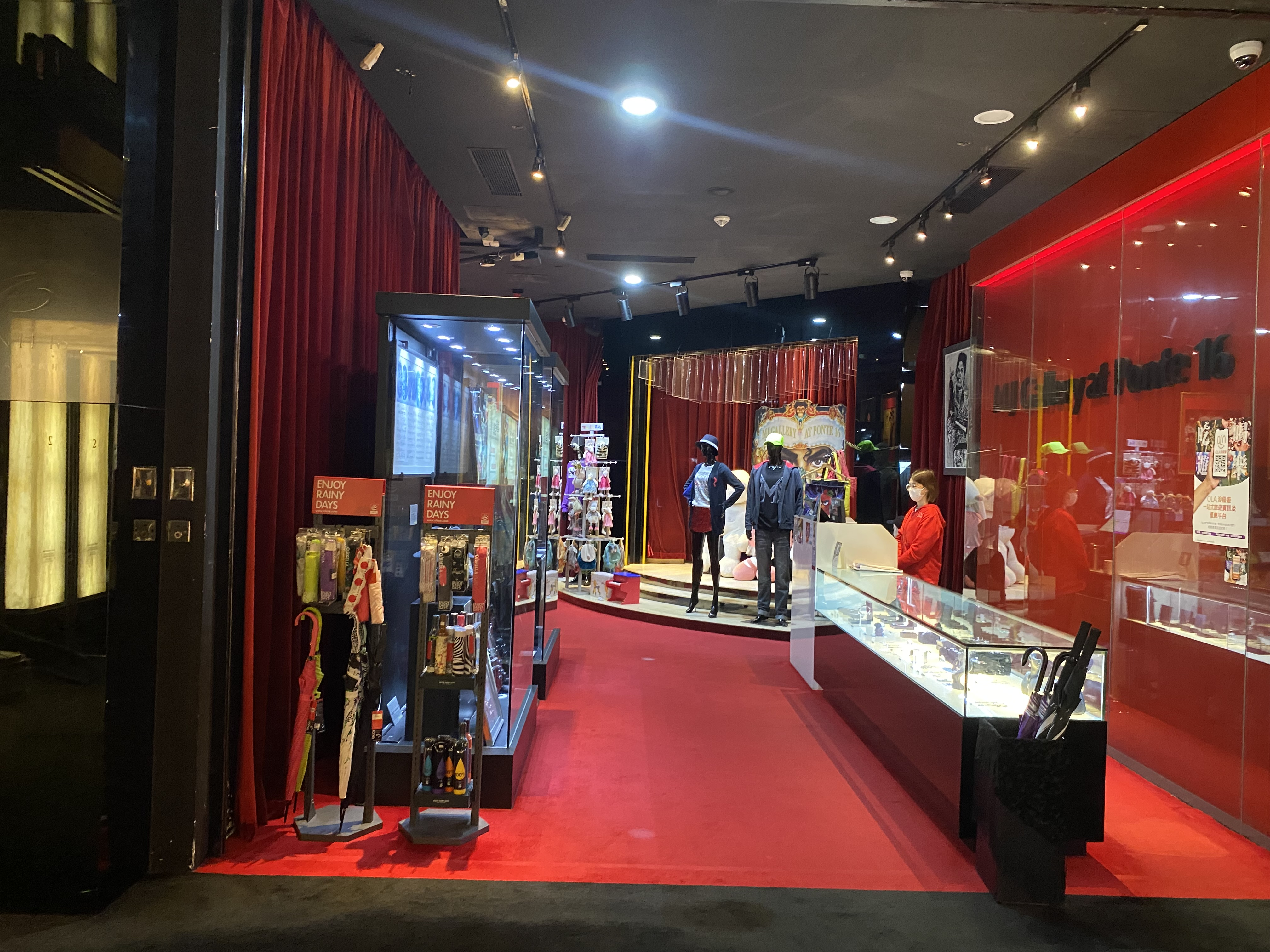
2樓十六浦米高積遜珍品廊

## 交通

### 公共巴士
M132 十六浦（Ponte 16）
路線：1、3、3X、4、6A、8A、18A、18B、19、26、26A、33、61、101X、MT4、N1A

### 免費穿梭巴士
- 澳門十六浦 <> 關閘（臨時停駛）
- 澳門十六浦 <> 港澳碼頭（外港客運碼頭）（臨時停駛）

## 事件
- 2020年2月8日至20日期間，該酒店曾因新型冠狀病毒疫情影響，配合政府防疫工作需暫時停業[5]

## 外部連結
- 官方网站
- 澳門十六浦度假村的Facebook專頁
- 澳門十六浦度假村的Instagram帳戶
- 澳門十六浦度假村的新浪微博